# Leptusa ruficollis
Leptusa ruficollis är en skalbaggsart som först beskrevs av Wilhelm Ferdinand Erichson 1839.  Leptusa ruficollis ingår i släktet Leptusa, och familjen kortvingar. Arten är reproducerande i Sverige.